# Versatile
Versatile ist eine Landtechnik-Marke der kanadischen Buhler Industries Inc., die vor allem für leistungsstarke Traktoren mit Knicklenkung bekannt ist, daneben werden auch Standardtraktoren sowie Anbaugeräte für die Bodenbearbeitung hergestellt. Zwischenzeitlich wurden auch Mähdrescher, Schwadmäher und Selbstfahrspritzen unter der Marke Versatile vertrieben.

## Geschichte
1947 gründeten Peter Pakosh und Roy Robinson in Toronto die Hydraulic Engineering Company, welche Feldspritzen herstellte. 1950 erfolgte der Umzug nach Winnipeg, zuerst wurde eine Egge entwickelt. Später folgten andere Bodenbearbeitungsgeräte, Schwadmäher und Mähdrescher. 1963 wurde das Unternehmen in Versatile Manufacturing umbenannt.
Die ersten Versatile-Traktoren wurden im Jahr 1966 hergestellt. Versatile begann dabei als erster Hersteller mit der Fließbandfertigung von knickgelenkten Traktoren, zu Beginn waren alle Traktoren mit Allradantrieb ausgestattet. 1972 wurde ein neues Logo eingeführt. Zwischen 1976 und 1977 versuchte man, einen besonders leistungsstarken Traktor zu konstruieren. Aus diesem Vorhaben entstand der Versatile 1080, welcher meist als Big Roy bezeichnet wird. Aufgrund technischer Probleme und mangels geeigneter Anbaugeräte blieb er letztlich ein Einzelstück.
1977 wurde das Unternehmen an Cornat Industries verkauft, im gleichen Jahr wurde der erste Zweiwegetraktor eingeführt. Von 1979 bis 1983 wurden Versatile-Traktoren in Europa unter der Marke Fiat angeboten. 1980 wurde das Logo erneut geändert. Am 10. Juli 1987 wurde Versatile an Ford New Holland verkauft. Ab 1989 wurden die von Versatile produzierten Traktoren unter der Marke Ford mit dem entsprechenden Farbschema verkauft, Versatile blieb bei den meisten hergestellten Traktoren als Namenszusatz erhalten. 1991 wurde ein Mehrheitsanteil an Ford New Holland einschließlich der Marke Versatile durch Fiat Geotech gekauft. Im Januar 1993 zog sich Ford vollständig aus dem Unternehmen New Holland zurück, die Versatile-Traktoren wurden danach unter Marke New Holland verkauft. Ab 1993 wurden mit der Genesis-Baureihe Standardtraktoren im Versatile-Werk hergestellt.
Im Jahr 1999 fusionierte New Holland mit der Case Corporation zu CNH Global. Im Folgejahr wurde die Marke Versatile aus kartellrechtlichen Gründen an Buhler Industries verkauft. Anschließend wurde der Vertrieb der Genesis-Baureihe schrittweise übernommen, während die Zweiwegetraktoren zwar weiterhin in Winnipeg produziert, aber ausschließlich von New Holland verkauft wurden. Bis 2000 wurden die Versatile-Traktoren unter der Marke New Holland vertrieben, ab 2001 wurde für die knickgelenkten Schlepper der Markenname Buhler Versatile verwendet. Es wurde ein schwarz-rot-weißes Farbschema verwendet.
Im Jahr 2007 übernahm Rostselmasch 80 Prozent von Buhler Industries. Seit 2008 werden die Traktoren wieder unter der Marke Versatile vermarktet. Ab 2009 wurden knickgelenkte Versatile-Traktoren auch in Russland endmontiert. Mittlerweile werden in Russland knickgelenkte Traktoren unter der Marke Rostselmasch hergestellt, welche jedoch auf Versatile-Traktoren basieren. Im Jahr 2010 wurde eine Fabrik für Selbstfahrspritzen in Willmar (Minnesota) im US-Bundesstaat Minnesota übernommen, seitdem werden Selbstfahrspritzen unter der Marke Versatile vertrieben. 2011 übernahm Buhler Industries mit Ezee-On Manufacturing einen Hersteller von Bodenbearbeitungsgeräten, die Produkte werden mittlerweile ebenfalls unter der Marke Versatile angeboten. 2012 wurden Mähdrescher eingeführt, welche auf Modellen von Rostselmasch basieren. 2013 wurden knickgelenkte Traktoren mit Raupenlaufwerken präsentiert. 2017 wurde das schwarz-rot-gelbe Farbschema wieder eingeführt. 2019 ging Buhler Industries eine Kooperation mit Kubota ein, mittlerweile wird die Versatile-Nemesis-Baureihe auch von Kubota als M8-Serie angeboten.
Die Mehrheit an Buhler gehörte seit 2007 der russischen Rostselmash, diese verkaufte im Dezember 2023 ihren 96,7 % Anteil und ausstehende Forderungen gegenüber Buhler an Başak Traktör, eine Tochter der ASKO-Holding. Versatile hatte seit der russischen Invasion der Ukraine aufgrund seines Eigentümers Probleme gehabt, daher begab sich Buhler auf die Suche nach einem neuen Eigentümer. Im April 2025 übernahm die ASKO-Holding die restlichen Anteile an Buhler Industries. Im Juli 2025 wurde angekündigt, dass die Marke Versatile auch in Europa und weiteren Märkten etabliert werden soll.

## Galerie

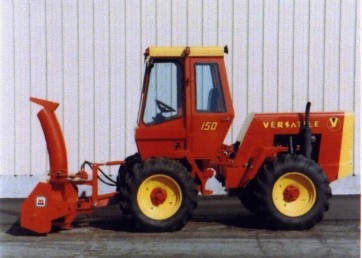
Ein Versatile Bidirectional-Zweirichtungstraktor
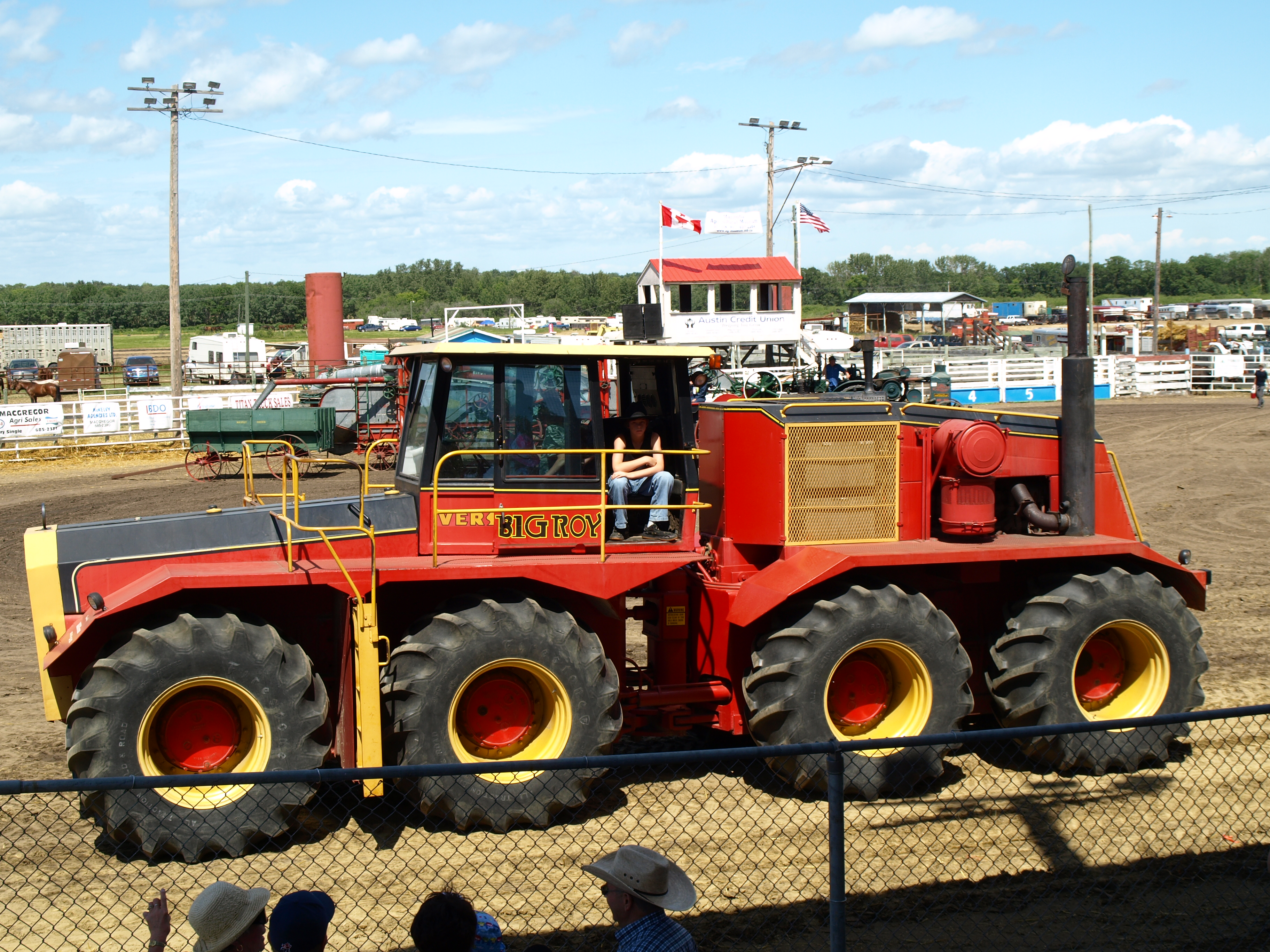
Der Versatile 1080 Big Roy
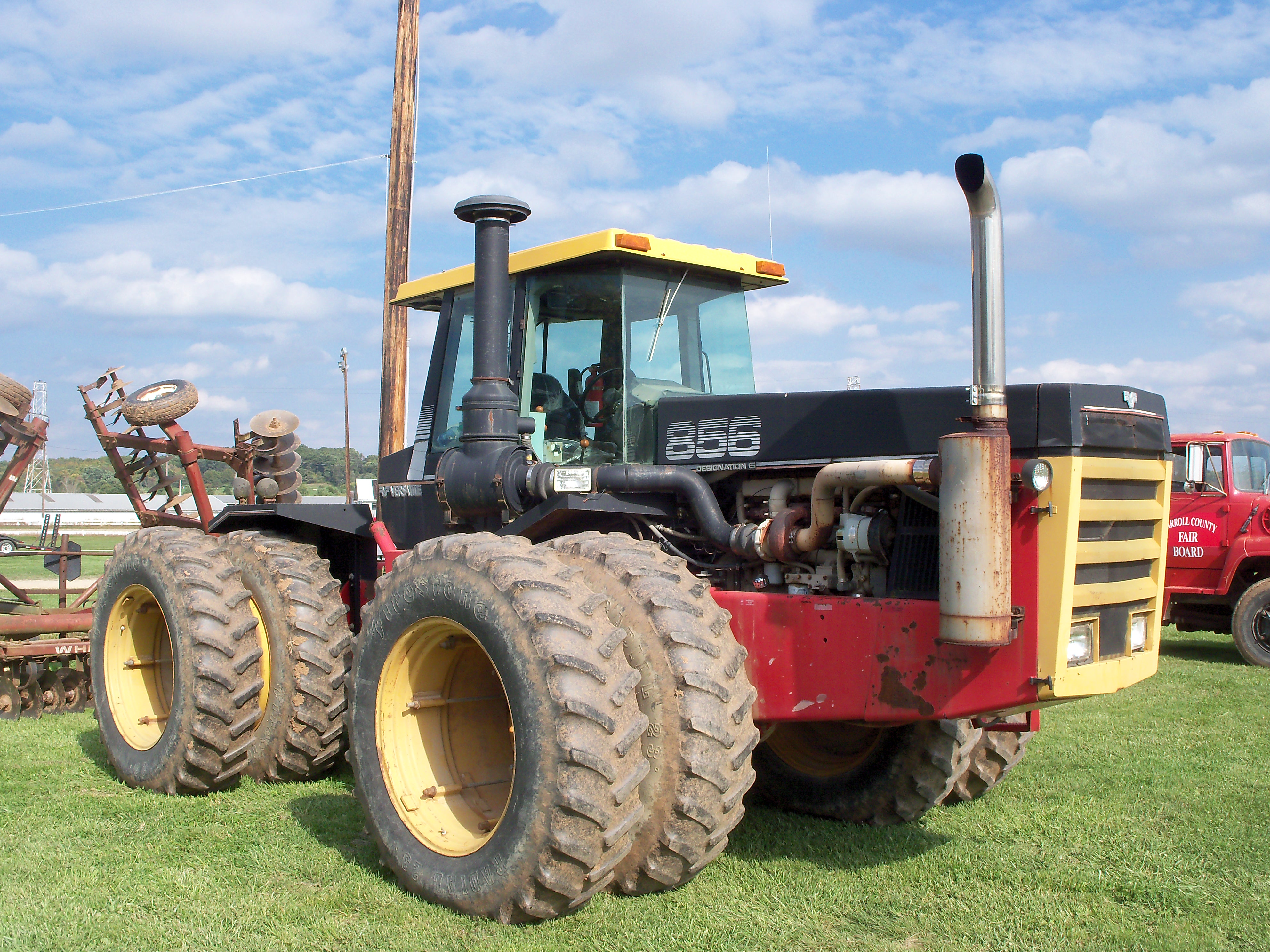
Ein Versatile 856 in Carrollton, Ohio
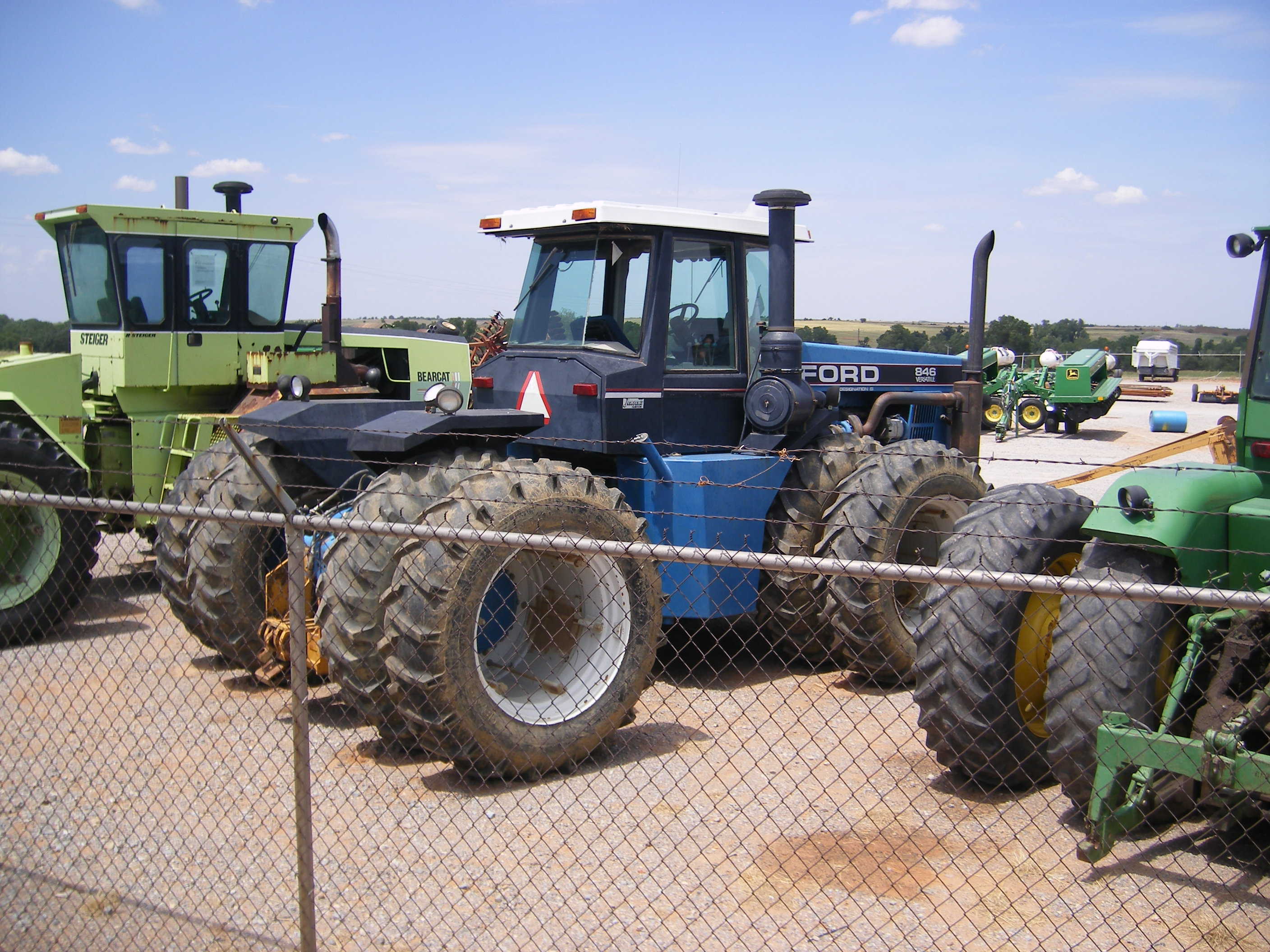
Ein Ford Versatile 846
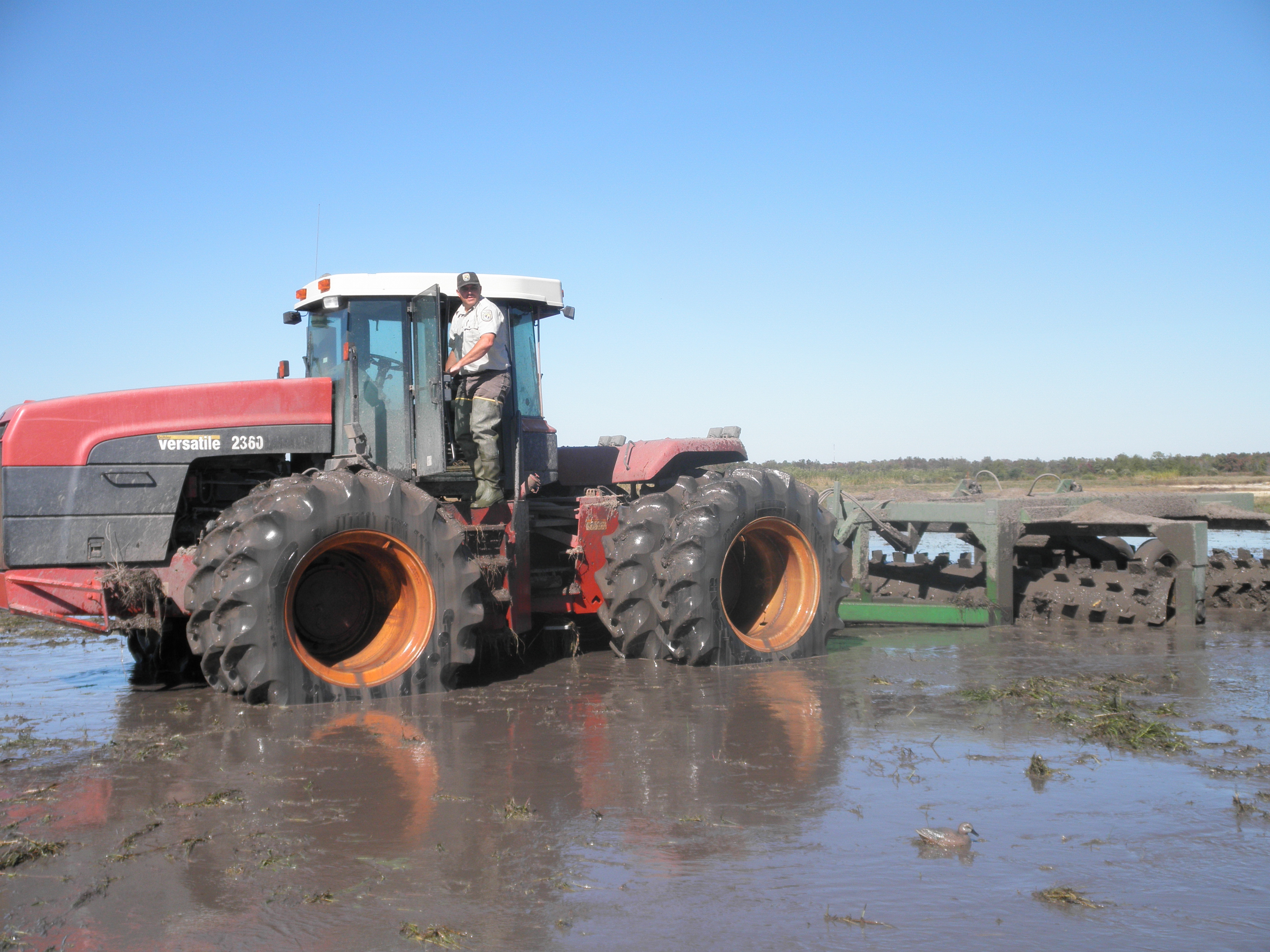
Ein Buhler Versatile 2360 im zwischenzeitlich verwendeten Farbschema
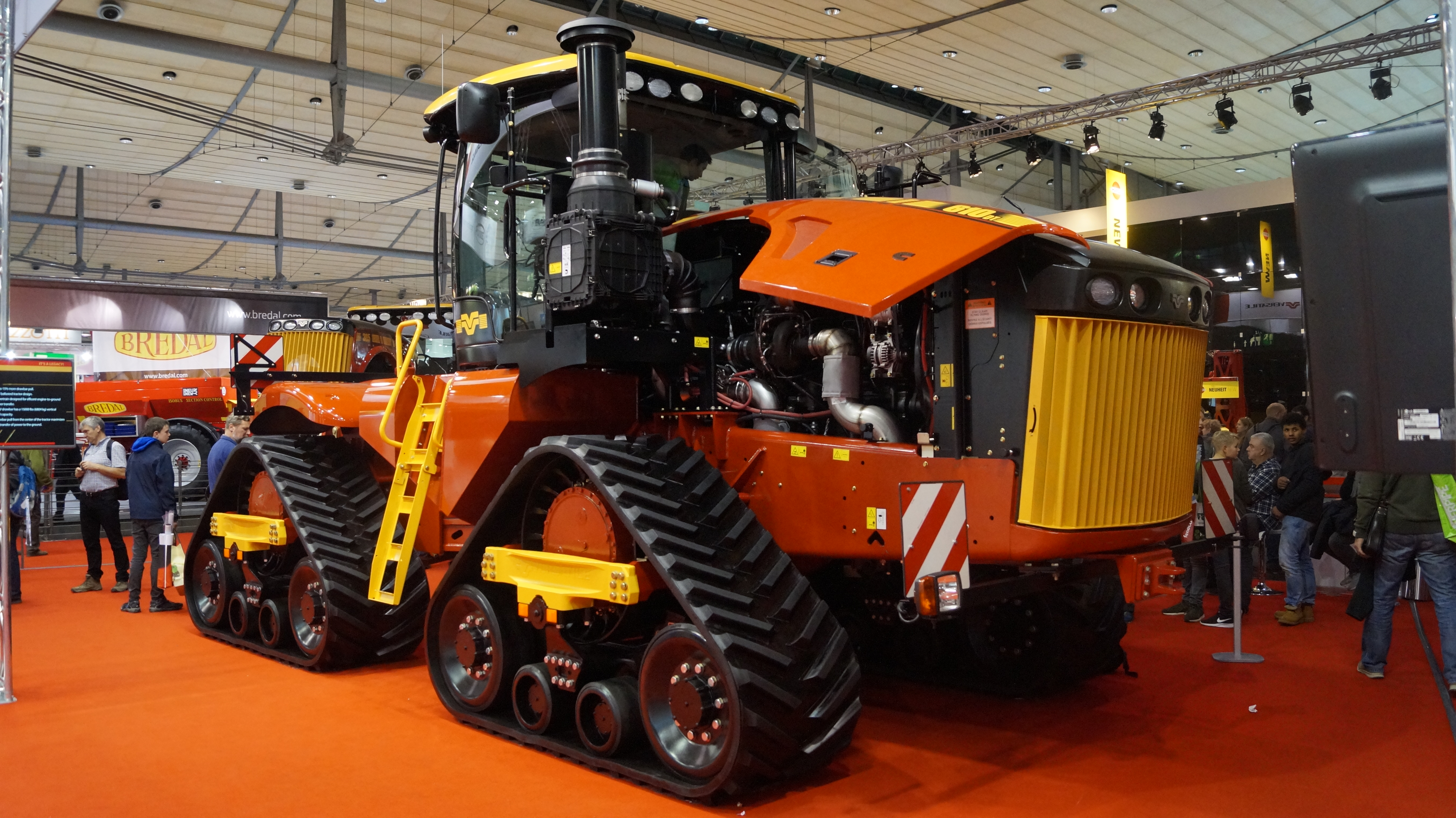
Ein Versatile 610DT, im Jahr 2017 der leistungsstärkste Traktor von Versatile